# Bharatiya Mazdoor Sangh
Bharatiya Mazdoor Sangh (BMS) – indyjska centrala związkowa działająca od 1955.
BMS nie jest zrzeszona w żadnej międzynarodowej organizacji związków zawodowych. Jest to skrzydło związkowe Rashtriya Swayamsevak Sangh i stanowi część nacjonalistycznego ruchu Sangh Parivar.

## Historia
BMS powstało 23 lipca 1955 z inicjatywy Dattopanta Thengadi.
Według danych Ministerstwa Pracy w 2002 związki zrzeszone w BMS liczyły łącznie 6 215 797 pracowników.